# 檸檬酸二氫鈉
檸檬酸二氫鈉，又稱枸櫞酸一鈉，是檸檬酸鈉的一種，也是一種少數呈酸性的酸式弱酸強鹼鹽，化学式为NaC6H7O7，它可以透過檸檬酸和碳酸氫鈉或碳酸鈉水溶液中和來製得。
檸檬酸與碳酸氫鈉、碳酸鈉反應式如下
- NaHCO3 + C6H8O7 → NaC6H7O7  + CO2  + H2O

- Na2CO3 + 2C6H8O7 → 2NaC6H7O7  + CO2  + H2O

檸檬酸二氫鈉易溶于水，但难以溶于乙醇。檸檬酸二氫鈉常在献血中用作抗凝剂。